# Aplonis mavornata
Estorninho-misterioso ou estorninho-de-mauke (Aplonis mavornata) é uma espécie extinta de ave passeriforme que era endêmica das florestas da ilha Mauke, uma das ilhas Cook. Foi descrita cientificamente por Walter Buller em 1887.